# James O'Barr
 (mai 2022).
Si vous disposez d'ouvrages ou d'articles de référence ou si vous connaissez des sites web de qualité traitant du thème abordé ici, merci de compléter l'article en donnant les références utiles à sa vérifiabilité et en les liant à la section « Notes et références ».
James O'Barr est un dessinateur américain, scénariste et auteur, né le 1er janvier 1960 à Détroit (Michigan). Il est le créateur de la série de comics The Crow, qui a été adaptée au cinéma en 1994 par le réalisateur Alex Proyas. La série a également fait l'objet d'une adaptation au Canada en série télévisée, The Crow : Stairway to Heaven, en 1998-1999. 

## Biographie
Selon l'état civil, James O'Barr serait né le 1er janvier 1960. Sa véritable date de naissance demeure toutefois incertaine, sa mère n'ayant jamais pu fournir de date précise, après avoir passé de nombreux séjours en prison et en hôpital psychiatrique. 
James O'Barr vit les premières années de sa vie avec son demi-frère, dans un orphelinat de Détroit. Adopté à la fin de son enfance, il ne parvient jamais à s'adapter totalement à sa nouvelle famille. À 17 ans, James O'Barr quitte son foyer adoptif pour vivre avec sa compagne Bethany. Elle est tuée par un automobiliste ivre dans les rues de Détroit. Profondément marqué, il s'engage dans le corps des Marines de l'armée américaine. Après deux ans de service, il retourne aux États-Unis avec l'intention de venger la mort de Bethany, mais il apprend que le conducteur est décédé de mort naturelle.
L'impossibilité de la vengeance et la tristesse qui le rongent trouvent alors un débouché dans le dessin, une passion de l'enfance. Dès l'année 1981, James O'Barr commence une bande dessinée dans laquelle il déverse toute sa colère contre le destin. Ce comic book, intitulé The Crow, s'inspire de sa propre vie et met en scène un couple séparé par la mort ; un corbeau aux pouvoirs mystiques aide le personnage principal à se venger de ses meurtriers. The Crow, dessiné en noir et blanc, se sert de l'imagerie gothique. James O'Barr s'inspire aussi d'écrivains comme Edgar Allan Poe dans ses œuvres, mais ce sont surtout les groupes de rock qui vont l'influencer, et notamment Iggy Pop, Joy Division ou The Cure. 
Des adaptations sont ensuite réalisées au cinéma et à la télévision, dont le film The Crow réalisé par Alex Proyas en 1994, avec Brandon Lee dans le rôle principal. À cette occasion, le décès du fils de Bruce Lee durant le tournage est une nouvelle épreuve pour James O'Barr qui a l'impression de revivre la perte de sa première fiancée, Bethany[réf. nécessaire].
James O'Barr se sert de l'argent de The Crow pour aider les organisations internationales pour l'enfance. En juillet 2013, il annonce une nouvelle adaptation cinématographique de The Crow.

## Vie personnelle
James O'Barr vit actuellement[Quand ?] avec sa compagne dans la banlieue de Détroit. Il a un fils, Erik, qui étudie l'histoire ottomane à l'université de Columbia.

## Œuvres

### One shot
- (en) Northstar presents James O'Barr, Northstar Comics, 1995.
- (en) Pink Dust, Kitchen Sink Press, 1998.
- (en) Tasty Bits, Avalon Communications, 1999.
- (en) James O'Barr's Original sins, ACG comics, 1999.

### Ouvrages collectifs
- (en) Amazing heroes swimsuit special, Fantagraphics Books, 1990-1994 (5 albums édités).
- (en) Hard looks #3, Dark Horse Comics, 1993.
- (en) Monster Massacre, Atomeka, 1993.
- (en) Kabuki Images, Image Comics, 1998.

## Prix
- 1994:  Prix Yellow-Kid, au Festival de bande dessinée de Lucques